# Graham Hill
Norman Graham Hill (17. februar 1929 – 29. november 1975) var en britisk racerkører. Han vandt Formel 1-mesterskabet i 1962 og igen i 1968. Hans søn, Damon Hill, fulgte i Grahams fodspor, og i 1996 vandt han Formel 1-mesterskabet.
Den 29. november 1975, da han vendte tilbage fra Paul Ricard Circuit i Frankrig, blev han dræbt i en flyulykke i forsøget på at lande i Arkley i London.
Han er den eneste racerkører, der har vundet Triple Crown of Motorsport, hvilket er sejr i 24-timersløbet i Le Mans, Indianapolis 500 og Monacos Grand Prix.